# Мятеж капитана Орлова
Мятеж капитана Орлова (также Орловщина, орловское движение, обер-офицерская революция, восстание капитана Орлова) (январь-март 1920) — вооружённое выступление военнослужащих белых войск Вооружённых сил Юга России (ВСЮР) против верховного командования под руководством капитана Н. И. Орлова в тылу ВСЮР в Крыму. Восставшие захватили и сутки удерживали губернский город Симферополь, выдвигая противоречивые политические требования, выпуская воззвания. Молодые офицеры добровольческого полка выступили против казнокрадства и развала тыла, также имелось сильное недовольство генералитетом ВСЮР, на который возлагалась ответственность за цепь военных неудач конца 1919 года. После подхода сил генералов Я. А. Слащёва и В. З. Май-Маевского мятежники отступили на Южный берег Крыма, удерживали Алушту и Ялту. Верные ВСЮР войска и мятежники не вступали в вооружённое противостояние, несмотря на прямые приказы командиров, и после телефонных и телеграфных переговоров мятежники получили прощение генерала Слащёва, санкционированное Деникиным. После отправки на фронт 3 марта 1920 года в Северном Крыму часть отряда в очередной раз не подчинилась приказу и, снявшись с позиций, отправилась в Симферополь, но была настигнута лояльными частями ВСЮР в районе станции Сарабуз и в ходе боя разбита. Орлов с горсткой людей скрылся в Крымских горах. Пленные офицеры-мятежники были судимы военным судом и расстреляны в Джанкое. Орлов после Крымской эвакуации в декабре 1920 года предложил свои услуги красным, но был арестован и расстрелян.
Мятеж показал полную деградацию тыла Белого движения, общую усталость от войны, лишил белых немногочисленных людских резервов. Хотя Слащёв удержал фронт и отбил наступление трёх красных дивизий, силы белых перенапряглись. Таким образом, объективно выступление пришлось на руку РККА. Косвенно мятеж также способствовал отставке А. И. Деникина с поста главкома ВСЮР и его замене на посту бароном П. Н. Врангелем.

## История

### Предыстория
В последних числах декабря 1919 года капитан Н. И. Орлов получил предложение от нового заведующего корпусным тылом светлейшего князя капитана 2 ранга С. Г. Романовского сформировать особый отряд защиты Крыма. Он приступил к формированию отряда (в некоторых источниках добровольческого полка) по оценкам Я. А. Слащёва численностью около 500 человек, причём уже во время формирования ходили слухи о его ненадёжности. Комплектация велась на добровольной основе, ранее уклонявшимся от фронта было обещано прощение. Служба не велась, отрядники спали и питались дома, периодически отмечаясь в штабе. По материалам большевистского подполья, опубликованным в СССР, известно, что симферопольские большевики скупали оружие, расхищаемое в отряде.

### Захват Симферополя и городов Южного берега Крыма

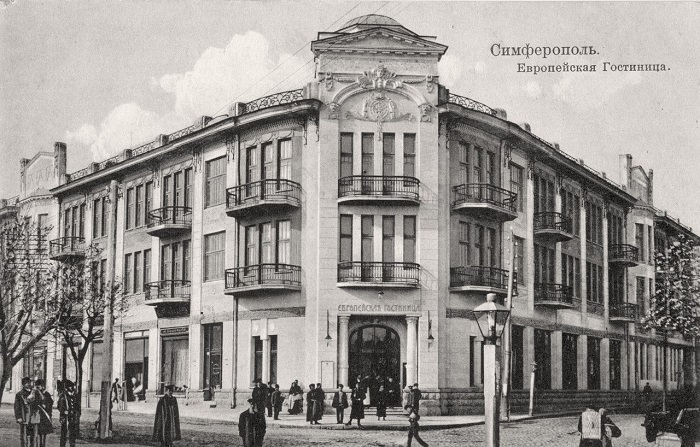
Гостиница Европейская, штаб отряда Орлова, дореволюционная почтовая карточка

После приказа остро нуждавшегося в резервах командира Крымского корпуса генерал-майора Я. А. Слащёва-Крымского выступить на фронт против многократно превосходивших сил красных, Орлов в ночь с 21 на 22 января 1920 года по старому стилю захватил власть в Симферополе и объявил себя начальником гарнизона. Последовал захват телеграфа и выпуск ряда воззваний к офицерству, солдатам и даже к «рабочим и крестьянам». Основные требования заключались в очистке прогнившего тыла от казнокрадов и спекулянтов. Были арестованы начальник гарнизона генерал Ф. Д. Лебедевич-Драевский,  командиры частей, начальник губернской бригады государственной стражи полковник Соколов, полковники контрразведки Астраханцев и Попов, гражданский губернатор Н. А. Татищев, а также оказавшиеся проездом на вокзале Симферополя генерал-майоры В. Ф. Субботин и В. В. Чернавин, которые возвращались из штаба Слащёва в Джанкое по делам снабжения. При этом он ссылался якобы на приказы Слащёва, на что лица, только что приехавшие из штаба самого Слащёва, горячо возражали. То, что возмущение Орлова прогнившим тылом имело под собой реальную почву, говорит такой факт: должностные лица, злоупотребления которых вскрылись в ходе мятежа, после его подавления к должностям не вернулись. Штаб Орлова разместился в гостинице «Европейской». Врангель утверждал также, что к Орлову присоединились уклоняющиеся от мобилизации крымские татары. В СССР публиковались факты о сношениях Орлова и Симферопольского ревкома через посредников, но на предложение освободить политических заключённых Орлов отказал, отметив, что такие попытки подавит силой. Князь Оболенский же указывает на проэсеровские симпатии многих офицеров отряда.
Слащёв выдвинул ультиматум, который Орлов не принял, но в целом обмен телеграммами шёл пока относительно мягко на уровне устранения самоуправства. Слащёв также сообщал свои телеграммы газетчикам, рассчитывая переманить на свою сторону крымского обывателя. Против Орлова был выслан из Севастополя импровизированный отряд генерал-лейтенанта В. З. Май-Маевского, одновременно от Джанкоя грузился эшелон под командой самого Слащёва. Симферопольский гарнизон, до этого примкнувший к Орлову, отказался идти в бой, кавалерийская часть кн. Мамулова также уклонилась и перешла к Май-Маевскому. Орлов с отрядом уже всего в 200—300 человек (по Оболенскому) или 150 (по Слащёву) вечером 22 января отступил из Симферополя и после стоянки в Саблах, когда силы Слащёва и мятежники не решились на бой, выдвинулся на южный берег Крыма, занял Алушту, а на следующий день без особого сопротивления Ялту. Импровизированный отряд генерала В. Л. Покровского, бывшего командующего Кавказской армией ВСЮР, выступивший навстречу Орлову, был рассеян, а сам генерал задержан Орловым, но позднее отпущен.
Всех в армии и в тылу возмущала бездарно проведённая Одесская эвакуация. Орлов выпустил воззвание о признании «нашим молодым вождем» П. Н. Врангеля вместо теряющего авторитет А. И. Деникина, причём Врангель, который не занимал тогда должностей, от подрыва командования решительно отказался, о чём в телеграмме оповестил Орлова.

Воззвание.
Г. г. офицеры, казаки, солдаты и матросы.
Весь многочисленный гарнизон гор. Ялты и её окрестностей и подошедший десант из Севастополя с русскими судами, вместе с артиллерией и пулемётами, сознавая правоту нашего общего Святого Дела, перешли к нам по первому нашему зову со своими офицерами. Генерал Шиллинг просит меня к прямому проводу, но я с ним буду говорить только тогда, когда он возвратит нам тысячи безвозвратно погибших в Одессе. По дошедшим до меня сведениям наш молодой вождь генерал Врангель прибыл в Крым. Это тот, с кем мы будем и должны говорить. Это тот, кому мы верим все, все, это тот, кто все отдаст на борьбу с большевиками и преступным тылом.
Да здравствует генерал Врангель, наш могучий и сильный духом молодой офицер.

Капитан Орлов.
Деникин, который в ситуации мятежа и наступившей во всех инстанциях неразберихи заподозрил интриги Врангеля и поддерживающих его высших офицеров, издал приказ Нр 002531 от 8 февраля 1920 года об увольнении из армии не только самого Врангеля и Шатилова, которые были в резерве, но и действующих начальника военно-морского управления генерального штаба генерал-лейтенант Лукомского,  командующего Черноморским флотом вице-адмирала Ненюкова и начальника штаба командующего Черноморским флотом контр-адмирала Бубнова.
10 февраля ввиду приближения к Ялте сильного отряда лояльных войск под командованием полковника Ильина, Орлов реквизировал кассу местного отделения Государственного банка и ушёл в горы.
Всё это время между Орловым, герцогом Лейхтенбергским, Слащевым и Шиллингом продолжались переговоры при посредничестве Коропачинского, завершившиеся в итоге 10 (или 11) февраля 1920 года с санкции Деникина перемирием и помилованием при непременном условии отправки на фронт.
Об этом сообщает князь Романовский: "Состоялся парад и большой завтрак — «примирения». Я ни на параде, ни на обеде не присутствовал, заявив Яше[ген. Слащеву], что я с изменниками не здороваюсь, не чокаюсь рюмками и за одним столом не сижу!.. Яша возмутился: «Все кончено, Орлов покаялся».

### Оставление позиций и разгром
Слащёв простил  мятежного капитана и тот поступил в его подчинение с обязательством выступить наконец на фронт в район села Воинка. Во время штурма 23—24 февраля тремя красными дивизиями Перекопа с овладением Ишунью, в контратаке белых 26 февраля отряд не участвовал. Но вскоре орловцы получили приказ Слащёва о расформировании и о явке Орлова в штаб генерала для финансовой отчётности по суммам, изъятым из банков. Приказ отряд не выполнил, поскольку Орлов объявил личному составу, что фронт красными прорван, что есть приказ на передислокацию и выступил 3 марта в сторону Симферополя. За отрядом Орлова была отправлена погоня — три эскадрона Ингерманландского полка (Яновский) и из Джанкоя конвой Слащёва под командой капитана Мизерницкого, которая настигла, атаковала и принудила его к сдаче в районе станции Сарабуз. Орлов с малой частью людей на тачанках ушёл в горы, где скрывался, пользуясь поддержкой крымских татар и пополняя ряды дезертирами, вплоть до занятия Крыма РККА в ноябре 1920 года. После повторного мятежа Слащёв судил 16 пленных офицеров-орловцев и немедленно расстрелял в Джанкое невзирая при этом на старые заслуги. В декабре 1920 года Орлов со своими людьми спустился с гор и явился в Симферополь в штаб 4-й армии РККА с предложением сформировать отряд по борьбе с бандитизмом, но был немедленно арестован и вместе с братом, поручиком Орловым, расстрелян без суда в штабе ЧОН 4-й армии (четвёртого формирования) в Симферополе.

Участники событий
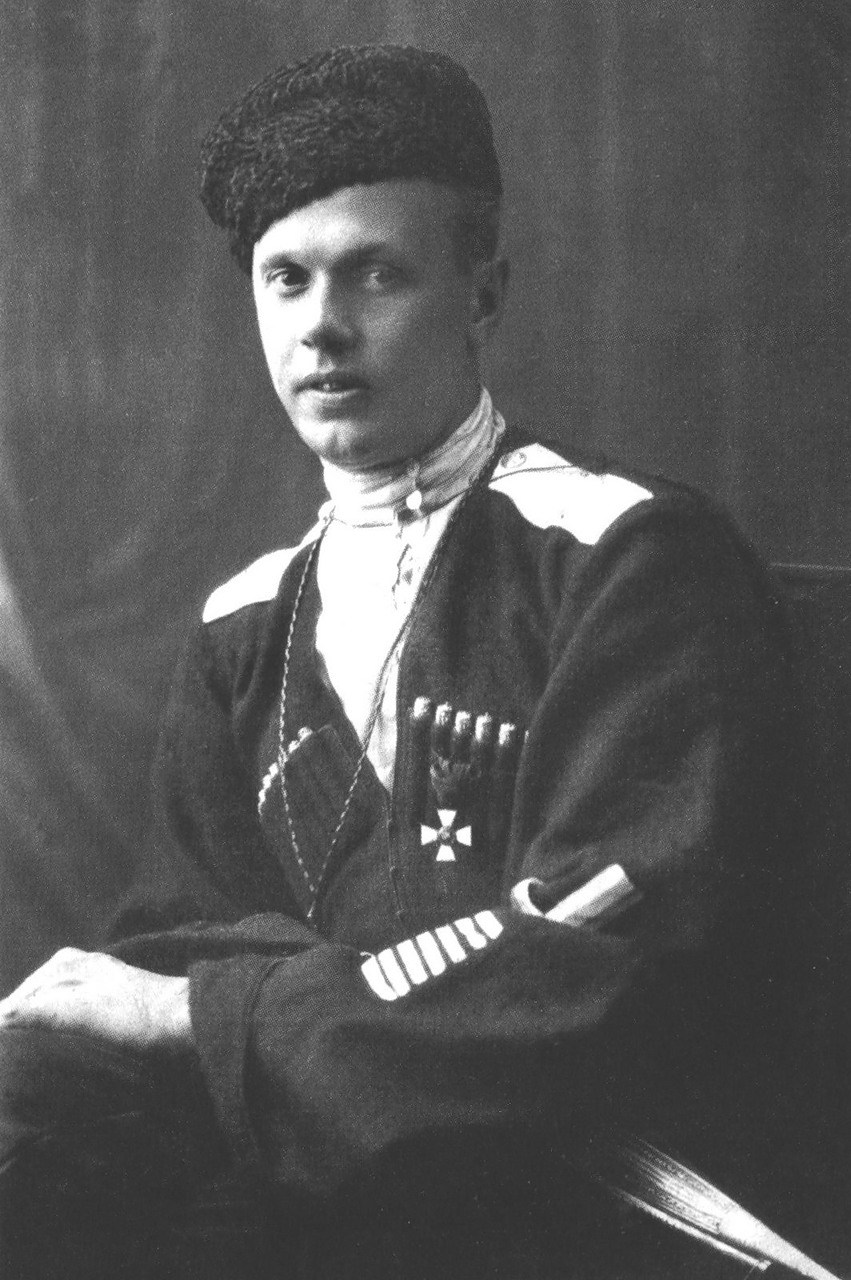
Генерал-майор Слащёв Яков Александрович, командующий Крымского корпуса, оставил мемуары
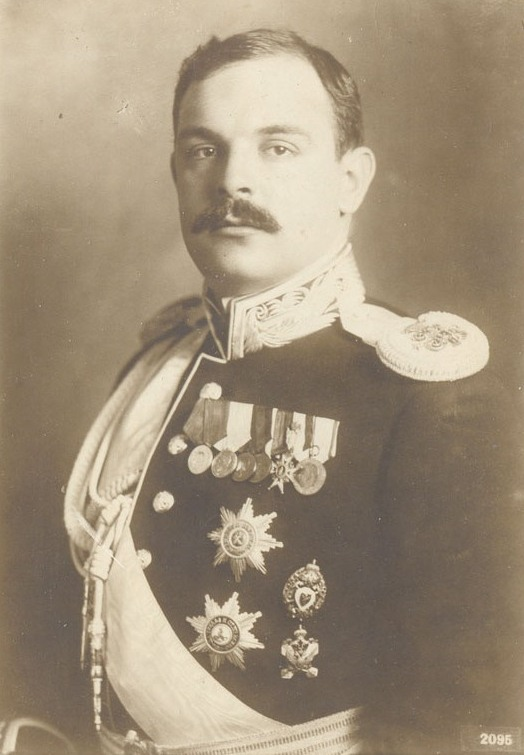
Капитан 2 ранга Романовский Сергей Георгиевич, офицер связи Крымского корпуса, оставил мемуары
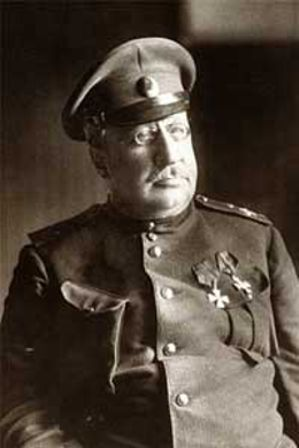
Генерал-лейтенант Май-Маевский Владимир Зенонович, на момент событий в резерве ВСЮР
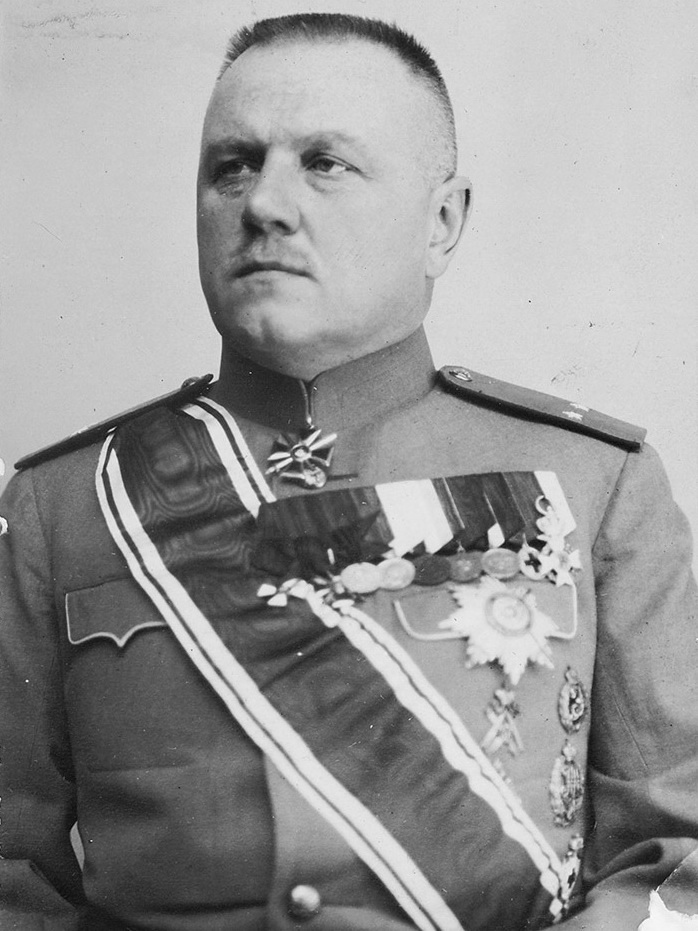
Генерал-лейтенант Шиллинг, Николай Николаевич командующим войсками Новороссии, начальник Одесской эвакуации
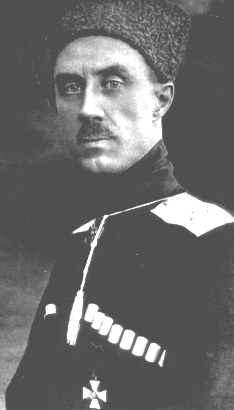
Генерал-лейтенант Врангель, Пётр Николаевич, на момент событий в отставке из-за нарушения субординации, оставил мемуары
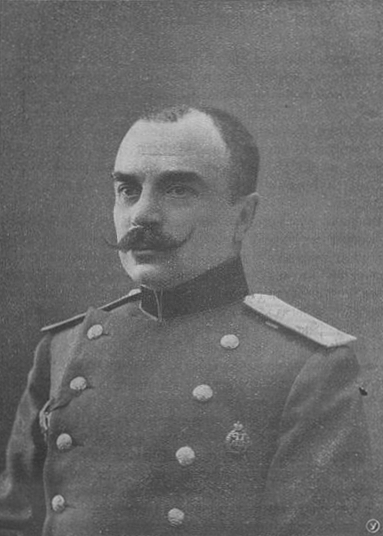
Генерал-лейтенант Макаренко Александр Сергеевич начальник следственной комиссии по делу, оставил отчёт
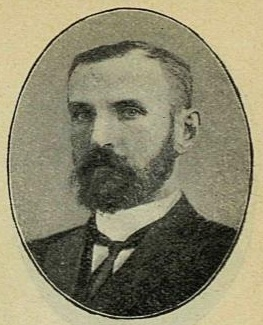
Князь Оболенский, Владимир Андреевич, председатель Земской управы Таврической губернии, оставил мемуары